# 関の小万
- 関の小万
- 関の小萬
- せきの小万

関の小万（関の小萬、せきのこまん、明和4年（1767年）ごろ - 享和3年（1803年）1月16日）は、久留米藩有馬氏の家臣の遺児。伊勢国の亀山藩（現在の三重県亀山市）に生まれた。女児でありながら父の仇討ちを成し遂げた仇討烈女として知られ、その仇討ちにかける意気込みは「鈴鹿馬子唄」に謡われた。享年36。

## 生涯

### 父の死
小万の父は、九州久留米藩士剣道指南役だった牧藤左衛門で、同僚の小林軍太夫の遺恨により殺害された。藤左衛門の妻は身重であったが、主君の許しを得て逐電した軍太夫をたずねて仇討ちの旅に出た。東海道鈴鹿峠を越え、関宿の宿に至ったころにはついに臨月の身重となっていた。地蔵院前の旅籠、山田屋吉右衛門方で小万を生み、吉右衛門夫婦に仇討ちの事を伝え、その後産後のひだちが悪く、亡くなった。

### 生い立ち
生まれてすぐに母を亡くした小万は、山田屋吉右衛門夫妻に引き取られ「小萬」（小万、こまん）と名付けられた。山田屋には子が無く、小万は養子であるが実子同然に大切に育てられた。小万は生まれつき容姿に優れ、はきはきと働く愛敬のある娘に成長したため、街道で評判となり、山田屋はおおいに客で賑わった。
小万が15歳になると、山田屋は小万の素性を打ち明け、生母の遺言であった仇討ちについて説明した。生母の無念を知った小万は仇討ちを決意し、山田屋の伝手で亀山藩の家老であった加毛寛斎（かもうかんさい）を通して亀山城下の榊原権八郎の道場に入門した。小万は風雨の日も欠かさず道場までの一里半の道のりを通いつめ、稽古を重ねた。雪駄をひと月に25足履きつぶすと謡われるほどの熱心さで、剣術の腕はみるみる上達したとされる。その凛々しい姿は近辺の村々でも話題となり、多くの若者の憧憬を集めた。

### 仇討ち
天明3年（1783年）、小万の父の仇と思われる浪人が亀山城下に姿を見せた。亀山の道場に滞在していた浪人が、仇の小林軍太夫ににているというので調べてみたところ、まぎれもなく仇本人だということがわかった。
小万は馬子の姿に変装して、亀山城大手門の札の辻で軍太夫を待ちうけると、首尾よく仇討ちの本懐を遂げることができた。

### 晩年
仇討ちを遂げた後、仇討ちの本懐を遂げさせてくれた山田屋夫婦の恩義に報いるため、山田屋にとどまり、吉右衛門夫婦に孝養を尽くした。
享和3年（1803年）正月16日、36歳の若さで病死した。

## 関連説話
浄瑠璃における「小万」
近松門左衛門が書いた浄瑠璃「丹波與作待夜の小室節」に「おじゃれ（旅籠の売春婦）の小万」が登場するが、関の小万よりも年代的に100年ほど古い。
丹波與作との恋物語
近松門左衛門が書いた浄瑠璃「丹波與作待夜の小室節」が後に「丹波與作」と改題され、近松の死後、「恋女房染分手綱」という狂言になった。この改作の役者絵は、昭和期に特殊切手の絵柄に採用された。

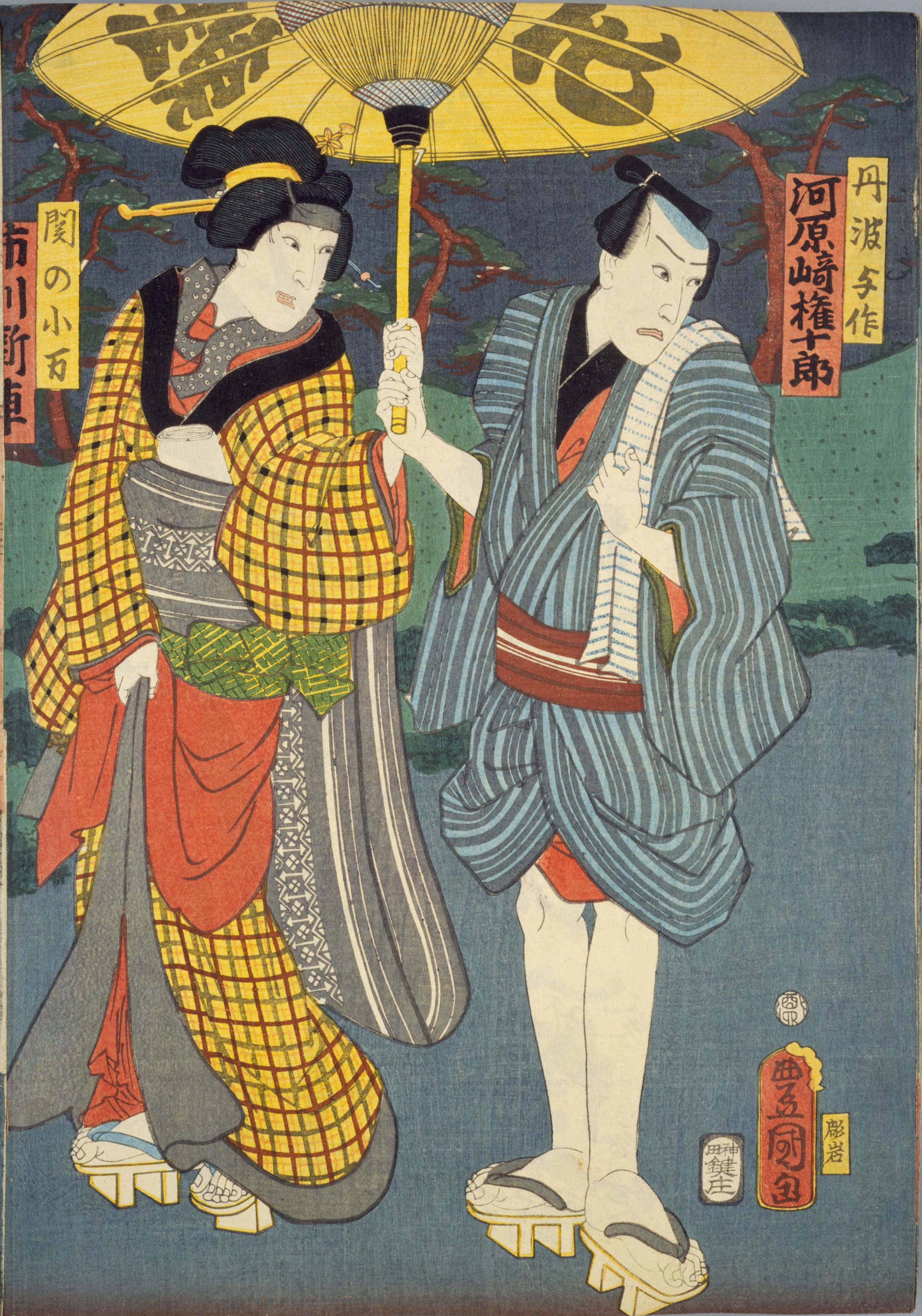
小万（左）と丹波与作が描かれた浄瑠璃の錦絵（歌川国貞作）

## 関係地

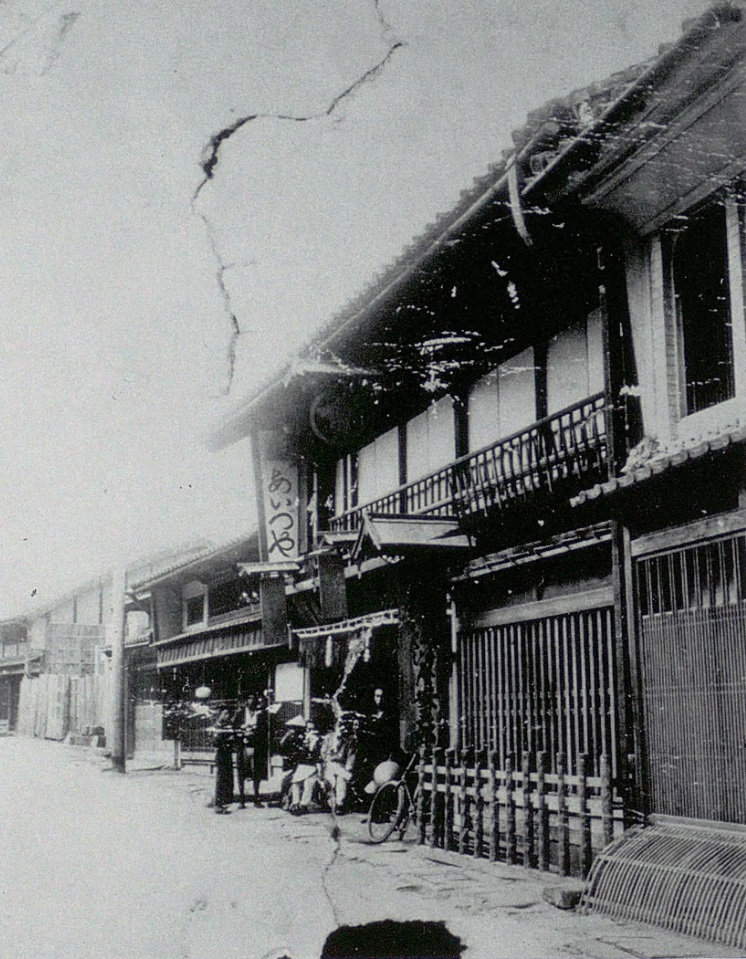
明治末期ごろの会津屋（かつての旅籠山田屋）

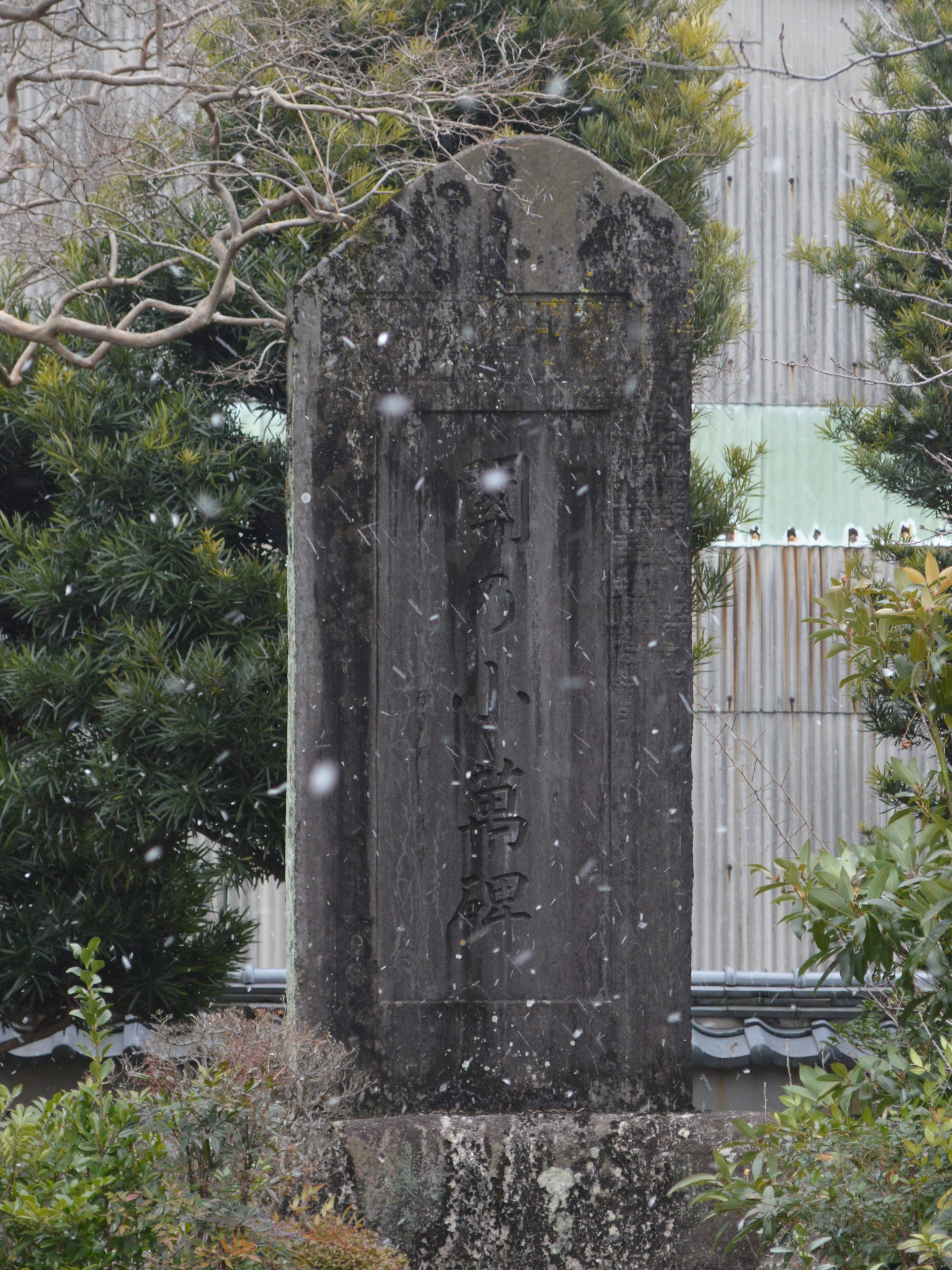
福蔵寺にある記念碑「関の小萬碑」

小万の凭れ松（こまんのもたれまつ）
関宿の東の小野に「小万の凭れ松」と呼ばれる松があった。
小万が亀山通いの道すがら、この松でしばらく休息を取った、若者らの戯れを避けて身を寄せたともと言い伝えられている。この松は1931年（昭和6年）に枯れたが、その後3代目の松が植えられ、石碑が建てられている。
会津屋（あいづや）
小万が生まれた山田屋は、天保年間（1830年 - 1844年）に白木屋に売却され、その後の嘉永年間（1848年 - 1854年）に「会津屋」となった。会津屋は文久3年（1863年）に旅籠として営業を始め、「関で泊るなら鶴屋か玉屋 まだも泊るなら会津屋か」と謡われた。
会津屋は旅籠と並行して座繰生糸業を営み、1907年（明治40年）ごろには地蔵院前の明神に工場を新設して発展した。1998年（平成10年）、関町町並保存条例に応じてそば処「あいづや」として改修・開業し、その歴史を伝えている。
墓所
小万の墓所は亀山市関町の福蔵寺にあり、関町指定史跡（後に亀山市指定史跡）に指定された。
境内にある墓碑は、高さ70センチメートルの地蔵尊像で、法名は妙証信女。墓碑の脇には小万の記念碑もある。

## 小万は実在したか
小万が生まれ育った山田屋について現存する資料は少なく、そのなかに小万について述べた資料は確認されていない。また、小万の墓は福蔵寺にあるとはいえ、その場所は墓地ではなく寺の境内であり、墓石は地蔵尊を模していることから、「関の小万」は伝説上の人物であるとする見方も存在する。
一方で、若い女性の仇討ち事件は当時注目を集めたと考えられ、生家・山田屋（のちの会津屋）が実在すること、過去帳に記された山田屋小万の戒名と命日、掛け軸に描かれた当時の「もたれ松」、小万の亀山道場通いを裏付ける小唄や、その亀山城下の榊原権八郎の道場も実在したことなど小万の存在を史実として裏付ける資料も多々存在することから、当時の山田屋に小万という女性が存在したことは確かな事実と考えられている。会津屋の店内には、三代目歌川豊国作による「関の小萬」の錦絵の複製画が21世紀初頭でも掲示されている。
小万がいたとされる時代は、百姓一揆が頻繁に起こりその首謀者が処刑されるなどして、関宿は不況のただなかにあった。旅籠屋界隈への客足も少なく、木賃宿や茶屋を営む者たちのなかには飯盛り女を増員して集客をはかる者も多く、経営不振の店では娘を奉公に出すことも多かった。「関の小万」の仇討ち伝聞は、こうした時代背景のもとで薄幸な人生を懸命に生きた多くの女性たちの気高さや逞しさを「仇討ち物語に集約した」とする説もある。